# Final Fantasy XV
Final Fantasy XV (яп. ファイナル ファンタジー XV файнару фантадзи: фи:фути:н), ранее известная как Final Fantasy Versus XIII — видеоигра в жанре ролевого боевика, разработанная Square Enix для консолей PlayStation 4 и Xbox One. Позже была выпущена на PC. Игра под названием Final Fantasy Versus XIII была анонсирована на выставке Е3 8 мая 2006 года; было объявлено, что, как и Final Fantasy XIII, она разрабатывается для не вышедшей ещё на тот момент игровой консоли PlayStation 3.
Final Fantasy XV не связана с предыдущими играми серии Final Fantasy. Сюжет фокусируется на молодом человеке по имени Ноктис Люцис Кэлум, наследном принце государства Люцис, где хранится последний оставшийся в мире таинственный магический кристалл. В начале игры кристалл обманом похищается вторгшейся враждебной нацией Нифльхейм, из-за чего начинается глобальный конфликт с другими народами, которые желают получить кристалл. Ноктис и его ближайшие друзья отправляются в путешествие, чтобы попытаться вернуть потерянную магическую реликвию.
Игра стала наиболее длительно разрабатываемой игрой в серии Final Fantasy, пробыв в производственном аду десять лет. В качестве Final Fantasy Versus XIII игра разрабатывалась в составе подсерии Fabula Nova Crystallis Final Fantasy вместе с Final Fantasy XIII и Final Fantasy Type-0, объединённой общей мифологией. В 2013 году на выставке Electronic Entertainment Expo было объявлено о смене названия игры на Final Fantasy XV, а вместе с этим игра вышла из линейки Fabula Nova crystallis. Первоначально разработкой игры руководил Тэцуя Номура, разработавший также дизайн персонажей и черновую концепцию сценария; на финальном этапе разработки его на посту руководителя сменил Хадзимэ Табата. Помимо собственно игры, были созданы полнометражный анимационный фильм «Кингсглейв: Последняя фантазия XV» и аниме-сериал «Братство: Последняя фантазия XV».
Загружаемое демо игры для обеих платформ под названием Episode Duscae вышло 31 марта 2015 года. Ваучер на загрузку шёл в комплекте с первой партией другой игры серии, Final Fantasy Type-0 HD. Доступ к демо получили как обладатели физической копии, так и цифровой, но лишь те, кто либо купил игру из первой партии, либо сделал предварительный заказ.
4 июня на Active Time Report 6.0 Хадзиме Табата и Акио Офудзи объявили о выходе обновления для демо Episode Duscae 2.0, которое было реализовано в виде патча и стало доступно обладателям оригинального Episode Duscae 9 июня 2015 года.
30 марта 2016 года на мероприятии Uncovered Final Fantasy XV в Лос-Анджелесе было объявлено, что Final Fantasy XV выйдет во всём мире 30 сентября 2016 года. Также в этот же день была выпущена вторая демоверсия Platinum Demo. Позднее было объявлено, что выход игры перенесён на 29 ноября 2016 года.

## Игровой процесс

### Боевая система
Final Fantasy XV является ролевым боевиком, и, соответственно, первой номерной частью Final Fantasy в этом жанре. Боевая система игры похожа на аналогичную в игре Final Fantasy Type-0, но смешанную с новыми идеями и механиками. Руководитель проекта, Тэцуя Номура, признавался, что хочет достичь эффектности битв на уровне фильма «Последняя фантазия VII: Дети пришествия», в связи с чем игра будет более экшен-ориентированной. Первоначальный вариант боевой системы черпал вдохновение из серии игр Kingdom Hearts, но после смены руководителя проекта фокус разработки сместился на бой за единственного персонажа. На ранних стадиях разработки в бою присутствовала возможность моментального переключения между персонажами и связанная с этим система комбо-атак с участием разных персонажей, игра за каждого из которых отличалась. К примеру, при игре за Промпто игра переключалась в режим шутера от третьего лица, позволяя стрелять в конкретные точки. В финальном варианте игроку будет подконтролен только сам Ноктис, в то время как другие участники партии будут подчинены искусственному интеллекту и системе, схожей с механикой гамбитов из Final Fantasy XII, где возможно было задавать определённый алгоритм действий для ИИ в зависимости от контекста. В игре так же будут присутствовать совместные атаки, причём они будут зависеть от контекста — например, Гладиолус может защитить Ноктиса от прямой атаки босса, а Промпто может добить противника выстрелом.
Игрок может использовать технику, вроде танков или роботов. Ранние материалы указывали на присутствие некой системы «EX Arts», но её функции были неизвестны, а в последних видео эта функция отсутствовала вовсе. В игре присутствуют призываемые существа, которых нужно до использования победить в бою. У каждого из них есть ранг, который зависит от размера существ.
Отдельных экранов боя в Final Fantasy XV нет, а агрессивно настроенные монстры могут атаковать Ноктиса без предупреждения. Битвы происходят на широких пространствах есть возможность использовать все возможные особенности окружения, начиная с высотных зданий и заканчивая всем, что находится на поле боя. Иными словами, в игре присутствует как стандартная система боя, так и так называемые «вертикальные битвы». Игрок может забираться на гигантских монстров, чтобы поражать их слабые места. У каждого из противников имеется зона, при попадании игрока в которую он будет атакован. Чем больше враг, тем меньше будет зона его наблюдения.
Ноктис может занимать оборонительную или атакующую стойку в зависимости от выбора игрока. В распоряжении Ноктиса будет множество видов холодного оружия (одноручные и двуручные мечи, кинжалы, копья, щиты, пистолеты и Королевское Оружие), между которыми он может постоянно переключаться, а также использовать их как для атаки, так и для защиты. Последняя носит название «системы защитного передвижения» (англ. Defense Movement System) и позволит Ноктису уклоняться от атак противника и защищаться от направленных атак по нажатию единственной кнопки. Каждый из видов оружия будет улучшаемым в той или иной мере. Одновременно может быть экипировано до четырёх единиц вооружения, включая как холодное/огнестрельное оружие, так и магические заклинания; для переключения между ними используется D-pad. Персонаж владеет способностью к быстрому телепортированию по полю боя, но способность будет ограниченной: Ноктис сможет быстро перемещаться только к точке, где находится его меч. Иными словами, можно будет метнуть меч в стену и по нажатию кнопки герой телепортируется к нему. Известно, что цвет волос и глаз Ноктиса будет меняться в зависимости от атак и выбранного оружия.
В игре доступна магия, стандартная для серии Final Fantasy. Поглощая энергию стихий (огня, холода и грома) из природных месторождений, Ноктис способен создавать из неё различные заклинания, которые при комбинировании с предметами из инвентаря могут приобрести дополнительные эффекты (увеличенный урон, исцеление союзников, снижение характеристик противников, наложение негативных статусов, дополнительный опыт за применение данного заклинания и т. д.). Количество созданных заклинаний ограничено волшебными сосудами, которые игроку предстоит искать по мере исследования игрового мира и в ходе продвижения по сюжетной линии. Заполненными волшебными сосудами могут пользоваться и компаньоны Ноктиса.
У героев будет так же присутствовать способность, названная «Link Form», которая скрывает за собой возможность контекстной атаки. При помощи этой же способности герои так же атакуют больших противников, забираясь на них для получения возможности более удачной атаки противника.
В демоверсии Final Fantasy XV Episode Duscae 2.0 была продемонстрирована система командных атак, получившая название «Cross Chain». Во время оглушения противника один из компаньонов может позвать Ноктиса в обозначенную позицию, добравшись до которой игрок может запустить комбинированную атаку, реализованную в виде QTE; длительность исполнения атаки влияет на силу добивающего удара, который будет выполнен непосредственно Ноктисом; тем не менее, игрок волен сам в любой момент закончить комбинацию, передав право на последний удар кому-либо из компаньонов. В случае промедления или ошибки в QTE вся комбинация будет прервана. На Gamescom 2015 Хадзиме Табата заявил, что команда разработчиков продолжает работать над системой Cross Chain, которая в релизе будет значительно отличаться от той, что была продемонстрирована в демоверсии.

### Игровой мир
Основной темой игры является путешествие с друзьями. В Final Fantasy XV воссоздан гигантский мир, доступный для исследования в любое время. Мир бесшовный, а загрузки проходят только во время переходов между большими локациями. В то же время игроки просто не узнают, что местность будет загружаться — эффект будет замаскирован под сюжетные сцены. Первоначально разработчики планировали ввести фиксированные локации и частично открытый для исследования мир, но после смены платформ на более мощные, было принято решение ввести полностью исследуемый мир. При этом игроку дарована полная свобода; по словам Хадзиме Табаты, если игрок видит на горизонте что-то, то он может добраться туда. В то же время, если игроку надоест исследовать мир, он волен отправиться на сюжетное событие, чтобы продвинуться далее по сюжету. Анимация персонажей зависит от местности; к примеру, после долгого бега они будут останавливаться, чтобы отдышаться.
В игре присутствует динамическая система смены дня и ночи и погодные условия. Как время дня, так и погода прямо влияют на геймплей — ночью появляются особые монстры, а дождь или жара, к примеру, будет влиять на эффект магии. Из-за реалистичного течения времени (одни сутки в игре равны часу реального времени) персонажи вынуждены останавливаться на привалы, чтобы поесть и поспать. Персонажи после бессонной ночи будут хуже себя вести в бою и жаловаться на усталость, предельный максимум передвижения без сна — три внутриигровых дня. Устроить привал можно практически в любом месте, но из-за обилия монстров рекомендуется делать это на попадающихся по пути заправках. Опыт за убитых монстров и законченные сторонние задания будет подсчитываться после окончания каждого дня.
Фокусом игры будет преодоление больших расстояний на автомобиле Ноктиса. Воспользоваться транспортом игрок может практически в любой момент, но не на любой местности. Игроки могут изменять внешний вид «Регалии» согласно своим предпочтениям. Управление машиной осуществляется либо вручную, либо автоматически. Автомобиль имеет ограниченный запас топлива; при полном опустошении бензобака посреди дороги герои будут вынуждены либо самостоятельно толкать транспорт до ближайшей заправочной станции, либо вызвать Синди, которая за дополнительную плату отбуксирует «Регалию» к заправочной станции.
Помимо наземного транспорта группа разработчиков заинтересована в реализации дирижаблей; на Gamescom 2015 Хадзиме Табата подтвердил, что в данный момент они ищут способ воплотить идею в игре, отметив, что если им не удастся успеть реализовать воздушный транспорт к релизу Final Fantasy XV, то они обязательно его выпустят в качестве DLC.
Игрок сможет взаимодействовать с окружающей средой не только через битвы с монстрами. В игре будут присутствовать большие города, в лесах можно будет встретить дома с местными жителями, а у водоёмов возможно скоротать время за рыбалкой.

## Сюжет

### Вселенная
Действие Final Fantasy XV разворачивается в мире, напоминающем по окружению настоящее время. Королевство Люцис, принцем которого является главный герой, Ноктис, является технически развитой державой, окружённой другими королевствами, по развитию не превосходящими королевство Люцис.
Причиной всему является непрекращающаяся война за магический кристалл, которым владеет королевская семья Кэлум. История Final Fantasy XV берёт начало из инцидента после подписания мирного договора между королевствами касательно окончания боевых действий и последующего использования кристалла в мирных целях. Конфликт разгорается вновь после того, как соседнее с Люцис королевство Нифльхейм вероломно нападает на столицу Люцис, Инсомнию, из-за чего Ноктису и его друзьям приходится устраивать побег. Успешно развязав новый виток войны между владениями Солхейм, Тенебрэ и Аккордо, войска Нифльхейма захватывают последний кристалл, но Ноктис с друзьями пытаются отбить его обратно.

### Главные персонажи
- Ноктис Люцис Кэлум (яп. ノクティス・ルシス・チェラム нокутису русису тэраму) — центральный герой Final Fantasy XV, наследный принц королевства Люцис. Является членом семьи Кэлум, которая испокон веков владела Кристаллом и защищала его. Ноктис владеет силой Кристалла, которая позволяет призывать несколько видов холодного оружия, управлять ими и телепортироваться в зависимости от местоположения оных. По характеру спокоен, предпочитает словам действия; старается скрывать застенчивость за «холодным» поведением[14]. Тэцуя Номура в интервью отметил, что принц не будет похож по характеру или поведению на Клауда; скорее это будет архетип персонажа, который ещё в серии Final Fantasy не встречался и который Номура «хотел опробовать долгое время». В интервью Dengeki Magazine руководитель проекта отметил, что Ноктис — юноша с сильным характером, и что сложившиеся обстоятельства и ответственность за своё королевство заставляют его действовать смело и иногда необдуманно, из-за чего он иногда не рассчитывает свои силы и действует без задней мысли[14]. Его имя с латыни можно перевести как «свет ночного неба». Японское озвучивание — Тацухиса Судзуки.
- Игнис Шиенция (яп. イグニス・スキエンティア игунису сукиэнтиа) — друг детства Ноктиса, главный стратег семьи Кэлум. Игнис крайне умён и серьёзен, по-своему даже холоден, что не мешает ему всячески заботиться о Ноктисе. В бою пользуется парными кинжалами или копьём. Если игрок решит пересесть с водительского сидения автомобиля и включит автопилот, Ноктиса заменит Игнис. Его полное имя — обычный набор слов, как и у Ноктиса; в переводе с латыни обозначающий «огонь» («ignis») и «знание» («scientia»). Японское озвучивание — Мамору Мияно. Второе имя Stupeo было опущено после объявления даты выходы игры 30 марта 2016 года.
- Гладиолус Амицития  (яп. グラディオラス・アミシティア гурадиорасу амиситиа) — ещё один друг детства и боевой наставник Ноктиса, является «щитом» семьи Кэлум. Высокий и сильный, хладнокровный в бою, но весёлый и открытый с друзьями. Является старшим сыном семьи, защищавшей королевскую чету несколько поколений. Очень привязан к Ноктису, которому является практически братом. В бою Гладиолус значительно превосходит по физической силе Ноктиса, в основном пользуется огромным мечом. Его имя — отсылка к римскому мечу гладиусу (но так же может обозначать гладиолус, лепестки которого по форме напоминают лезвие меча), а фамилия в переводе с латыни означает «дружба». Японское озвучивание — Кэнта Миякэ.
- Промпто Аргентум  (яп. プロンプト・アージェンタム пуромпуто а:дзэнтаму) — друг Ноктиса со школьных времён, иностранец, не относящийся к королевскому окружению. Промпто — беззаботный парень, крайне весёлый и легкомысленный, но верный своим идеалам и готовый прийти на помощь в нужный момент. С Ноктисом дружит ещё со школы; ради того, чтобы набраться смелости и подружиться с принцем, долгое время работал над своими внешностью и характером. Стрелок, в бою использует различное огнестрельное оружие, которое помогает ему поражать различные слабые места своих противников. Имя персонажа переводится как «быстрый» или «резкий», а фамилия происходит от латинского «серебро». В комбинации может отсылать к попытке перевести на латынь английское слово «quicksilver» — «ртуть», указывая на скорость персонажа и его любовь к огнестрельному оружию. Японское озвучивание — Тэцуя Какихара.
- Лунафрейя Нокс Флёре (яп. ルナフレーナ・ノックス・フルーレ рунафурэ:на ноккусу фуру:рэ, англ. Lunafrena Nox Fleuret) — бывшая принцесса Тенебры, подруга детства Ноктиса и его невеста, с которой принц должен был вступить в политический брак для закрепления перемирия между государствами[15]. Новый персонаж, введённый на поздних стадиях разработки в качестве замены Стеллы Нокс Флёре (англ. Stella Nox Fleuret), которая по начальным замыслам в определённые моменты сюжетной линии должна была противостоять главному герою, что было показано в ранних трейлерах проекта. По словам Хадзиме Табаты, Луна будет играть более масштабную и важную роль, чем её прототип Стелла. Также было упомянуто, что Лунафрейя обладает более сильным и волевым характером, нежели Стелла, и исходя из этого она готова всеми силами идти к обозначенной цели; кроме того, руководитель разработки подчеркнул, что героиня будет в некоторой степени более морально устойчивой, чем протагонист. После нападения войск Нифльхейма на королевство Люцис Лунафрейя, как сам Ноктис и его отец — король Регис — была признана погибшей, в то время как в действительности ей удалось сбежать в Альтиссию, где она ожидает Ноктиса. Японское озвучивание — Рина Китагава.
- Ардин Изуния (яп. アーデン・イズニア а:дэн идзуниа) — главный антагонист Final Fantasy XV, канцлер империи Нифльхейм, не только главный политик страны, стоящий за многими решениями, принимаемыми императором, но и человек, позволивший улучшить производство магитех-солдат. Поначалу помогает главным героям, из-за чего кажется безобидным, хотя странным и зловещим, но на деле оказывается силой, стоящей не только за войной между империей и королевством, но и за распространением таинственной болезни и демонов. Японское озвучивание — Кэйдзи Фудзивара.

## Разработка

### Технологии
Первоначальная версия Final Fantasy Versus XIII работала на модифицированном движке Crystal Tools, который использовался для разработки трилогии Final Fantasy XIII и онлайн-игры Final Fantasy XIV. Модификация, используемая первоначальным вариантом, носила название Ebony Engine.
После перехода разработки игры с PlayStation 3 на PlayStation 4 и Xbox One и смены названия на Final Fantasy XV, команда начала постепенный переход на новую внутреннюю технологию Square Enix под названием Luminous Studio. По словам разработчиков, движок удобен в использовании и позволяет использовать большее количество эффектов при лучшей оптимизации. На ноябрь 2014 года игра на 80 % была переведена на Luminous Studio 1.4, но к релизу разработчики планировали перейти на версию 2.0. Final Fantasy XV оптимизируется для каждой из платформ отдельно для достижения равного уровня качества всех версий.

### Мобильная MMO
Мобильная ММО версия игры появилась в магазинах приложений во второй половине 2017 года. Как пишет портал Siliconera, в ноябре 2016 года компании Square Enix и Machine Zone анонсировали выход мобильной ММО версии игры, которая на тот момент была в разработке.
В марте 2017 года Square Enix официально объявила, что название мобильной ММО версии игры будет — Final Fantasy XV: A New Empire.

## Музыка
Композитором Final Fantasy XV выступит Ёко Симомура, ранее работавшая над саундтреками к играм серии Kingdom Hearts, а также играм Super Mario RPG, Parasite Eve и Xenoblade Chronicles.
Центральной темой игры послужит песня «Somnus» (рус. «Сон»). Название является отсылкой к древнеримскому богу сна, который часто отображается в образе спящего юноши — нечто похожее можно увидеть на официальном логотипе игры.

## Отзывы и критика
| Сводный рейтинг       | Сводный рейтинг                |
| Агрегатор             | Оценка                         |
| --------------------- | ------------------------------ |
| GameRankings          | - 81,48 % (PS4) - 86,25 % (PC) |
| Metacritic            | 81/100 (PS4)                   |
| «Критиканство»        | 77/100                         |
| Иноязычные издания    |                                |
| Издание               | Оценка                         |
| Destructoid           | 9/10                           |
| Game Informer         | 8,5/10                         |
| GameSpot              | 8/10                           |
| GamesRadar+           | [ 27 ]                         |
| IGN                   | 8,2/10                         |
| Polygon               | 9/10                           |
| Русскоязычные издания |                                |
| Издание               | Оценка                         |
| 3DNews                | 7/10                           |
| «IGN Россия»          | 7,0/10                         |
| PlayGround.ru         | 9,0/10                         |
| Riot Pixels           | 63 %                           |
| «Игромания»           | 8,5/10                         |
| «Игры Mail.ru»        | 8,0/10                         |
| «Канобу»              | 6,0/10                         |
| «НИМ»                 | 8,8/10                         |
| Котонавты             | 8,5/10                         |
| Stratege              | 85/100                         |

Игра получила преимущественно положительные отзывы критиков. Средний балл Metacritic на основе многих рецензий — 81 из 100, оценка игроков там же — 7,6 из 10 для PlayStation 4 и 6,8 из 10 для версии Xbox One.
Основные претензии в рецензиях предъявляются к сюжету игры (разработчики учли ошибки, и к выходу windows edition сюжет существенно доработан), а также скучным и однообразным побочным квестам. Рецензент Игромании отметил, что «самые запоминающиеся моменты новой „Финалки“ не в сюжетных кат-сценах, а в геймплейных сторонних ситуациях».
В номинации «Ролевая игра года» сайта Игромания Final Fantasy XV заняла третье место.
| После знакомства с Final Fantasy XV трудно остаться равнодушным. Она бывает великолепна. Но бывает и отвратительна. Потому и заняла третье место, хотя благодаря родословной могла претендовать и на золото. — игровой журнал «Игромания» |

Летом 2018 года, благодаря уязвимости в защите Steam Web API, стало известно, что точное количество пользователей сервиса Steam, которые играли в Final Fantasy XV Windows Edition хотя бы один раз, составляет 489 872 человека.

## Сиквелы
В трейлере игры, показанном на Е3 2013, была указана фраза «World of Versus Epic», что фанаты восприняли как возможность выпуска сиквелов к грядущей игре. Тэцуя Номура не опроверг такой возможности. Однако, закрытость концовки делает выход сиквела маловероятным.